# Miki Aihara
Miki Aihara (相原実貴 Aihara Miki?) es una autora japonesa de manga shōjo, nacida en Shizuoka. 
Publica sus trabajos en la Editorial Flower Comics, a través de la revista Betsucomic Magazine. Hizo su debut en el 1991 con el manga Lip Conscious!. Sus hobbies son ver películas y salir de compras, y actualmente es la mayor colaboradora de la Betsucomic.
Sus mangas por lo general tratan sobre chicas de secundaria, las cuales tienen que decidirse entre dos chicos. Tiene un estilo muy detallado. Algunos de sus trabajos son Hot Gimmick, Tokyo Boy & Girl, siendo estos dos los más reconocidos, pero también otros como Sensei no Okiniiri!, Zoku Sensei no Okiniiri!, o So Bad, entre otros.

## Trabajos
- Atashi ni Tsuiterasshai (Come With Me)
- Oujisama no Kanojo (The Prince's Girlfriend)
- Oyani wa Naisho (Secret to Parents)
- So Bad!
- Honey Hunt
- Hot Gimmick
- Seiten Taisei (Girls, be ambitious)
- Sensei no Okiniiri! (Teacher's Pet)
- Sora ni Taiyou ga Arukagiri (As Long As There is a Sun in the Sky)